# Мельхнау
Мельхнау (нем. Melchnau) — коммуна в Швейцарии, в кантоне Берн.
Входит в состав округа Аарванген. Население составляет 1502 человека (на 31 декабря 2006 года). Официальный код — 0333.